# Nusoncus
Nusoncus is een geslacht van spinnen uit de familie hangmatspinnen (Linyphiidae).

## Soorten
De volgende soorten zijn bij het geslacht ingedeeld:
- Nusoncus nasutus (Schenkel, 1925)